# Evtimij Tarnovszki
Szent Evtimij Tarnovszki (bolgárul: Свети Евтимий Търновски), más néven Euthümiosz bolgár pátriárka a második bolgár cárság idejében a bolgár ortodox egyház feje volt. Megalapította a tarnovói irodalmi iskolát, jelentősen hozzájárult a bolgár irodalom fejlődéséhez a nyelv megreformálásával.

## Élete és munkássága
Tarnovóban tanult, 1350 körül monostorba vonult szerzetesként. 1363-ban Konstantinápolyban jelentős írókkal ismerkedett meg, majd az Athosz-hegyen folytatta tanulmányait. 1371-ben visszatért szülőföldjére, ahol a Szentháromság-monostorban létrehozta a tarnovói irodalmi iskolát. Ez az iskola jelentős szerepet játszott nem csak a bolgár, de az orosz, szerb és román irodalom fejlődésében is. A bolgár irodalmat ekkor még némiképp gúzsba kötötte a dogmatikus ragaszkodás a hagyományokhoz: az irodalom nyelve még a 14. században is a 9. századi állapotokat tükrözte. Ez gondot okozott a másolatok készítésekor is, mert a népi dialektusok eltéréseket eredményeztek a másolatokban. Ezért Evtimij pátriárka azon fáradozott, hogy létrehozza a nyelvi, helyesírási és nyelvtani egységet.
Evtimij konzervatív reformot hajtott végre, a régi hagyományokat nem száműzte. A népnyelvi elemeket elhagyta, stílusára a túldíszítettség volt jellemző, mégis sikerült újra lendületbe hoznia a szláv irodalmat. Maga is több művet írt, vannak köztük legendák (főképp bolgár szenteké), dicsőítő beszédek, liturgikus könyvek, episztolák. Műveire hatással volt a hészükhazmus és az eretnekség elleni harc. Az általa írt életrajzok közük kiemelkedik a Zsitie a Ivan Rilszki (Житие на Иван Рилски, „Iván Rilszki legendája”), a Zsitie na Petka Tarnovszka (Житие на Петка Търновска, „Petka Tarnovszkа legendája”), és a Zsitie na Ilarion Maglenszki (Житие на Иларион Мъгленски, „Ilarion Maglenszki legendája”). Négy levele maradt fenn, melyek az episztolaírás műfajába tartoznak (Poszlanie do Kiprian, Послание до Киприан, „Levél Kipriánhoz”).
1393-ban a cár távollétében Evtimij gondoskodott Tarnovo védelméről, amikor a törökök megtámadták a várost, mely végül elesett. A törökök Evtimijt a bacskovói monostorba száműzték, itt halt meg 1401-ben vagy 1402-ben.